# Cuarteto Pražák

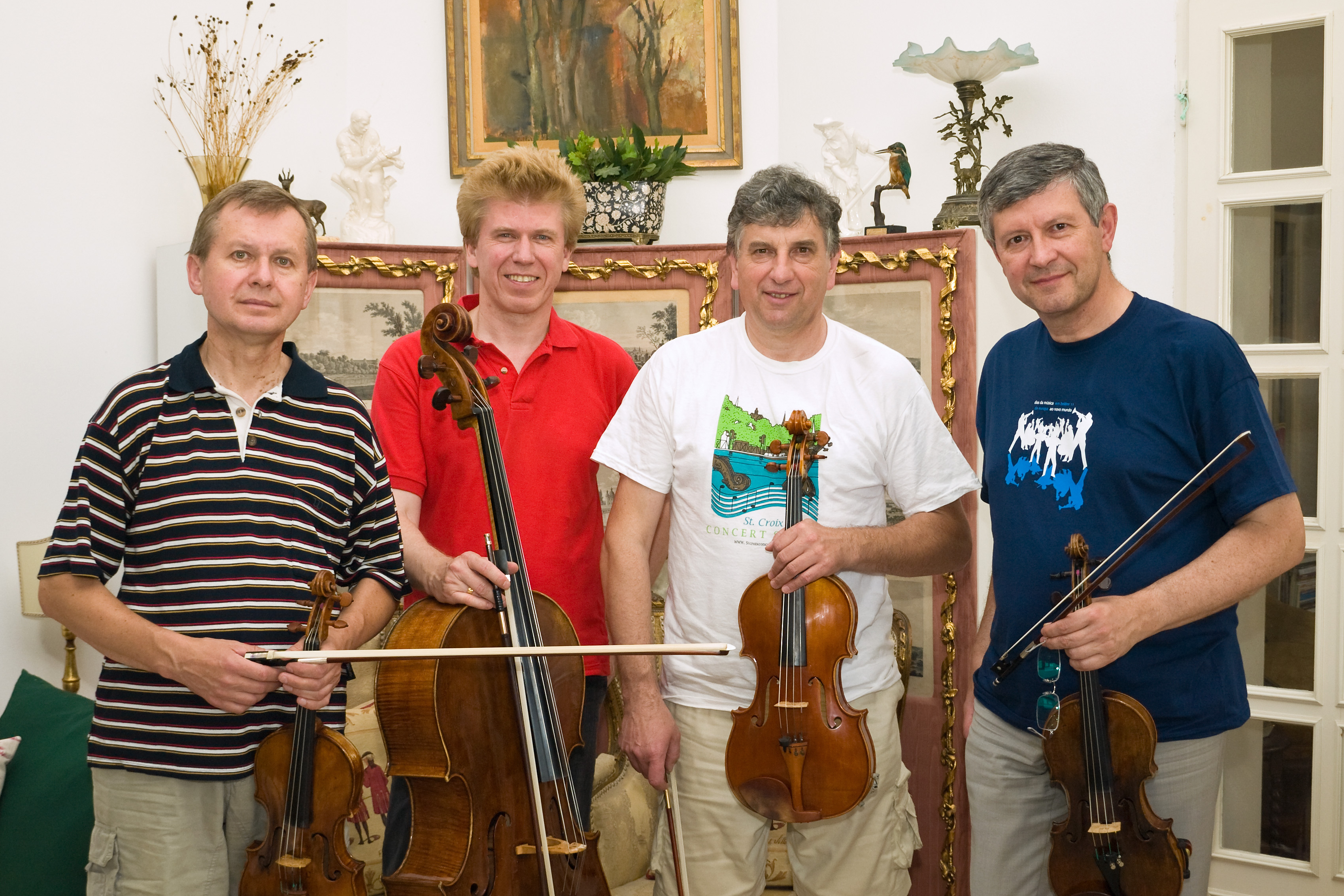
Cuarteto Pražák (junio de 2011)

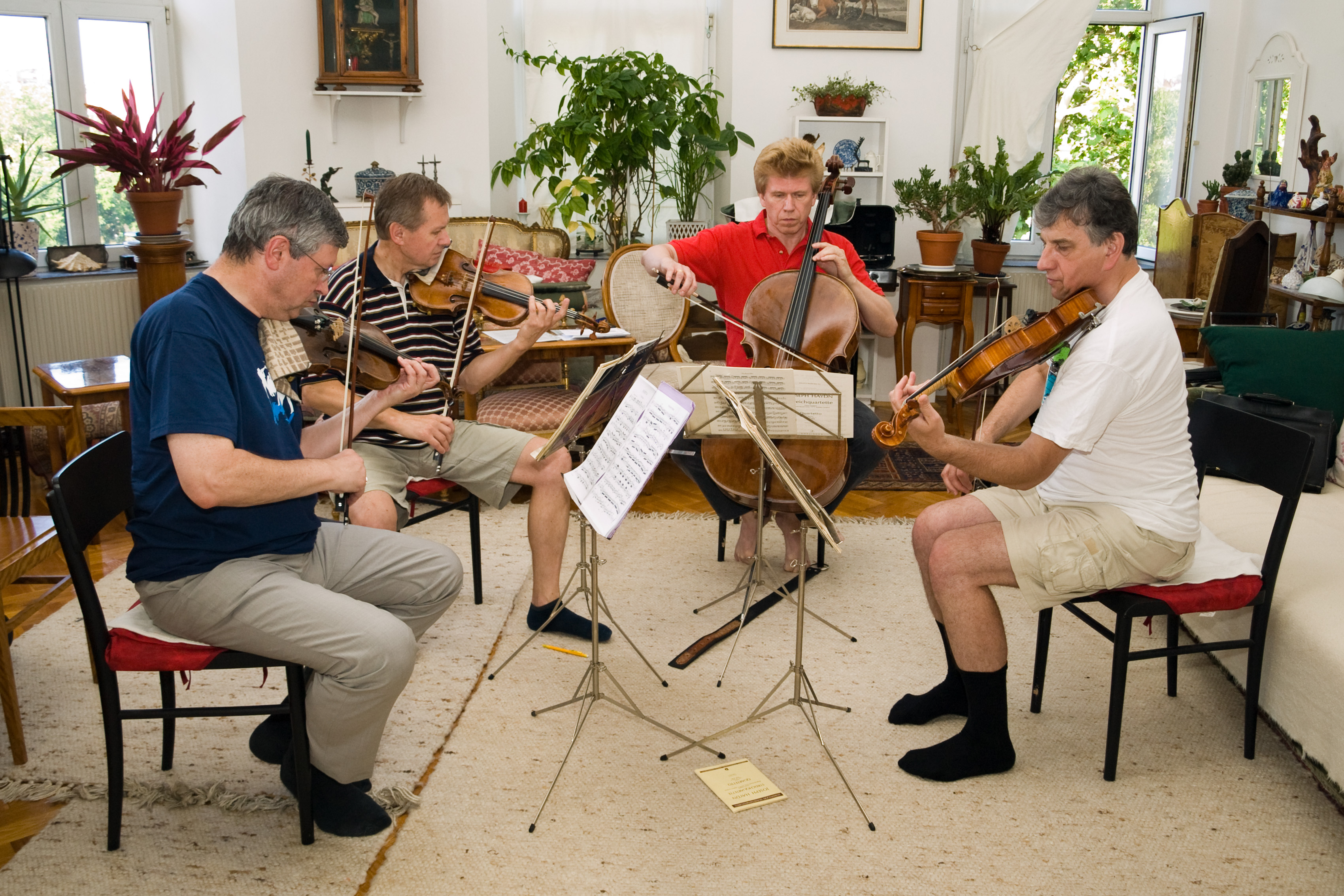
Cuarteto Pražák (junio de 2011)

El cuarteto Pražák  (en checo Pražákovo kvarteto) es un cuarteto de cuerdas checo, entre los más célebres del mundo. 

## Formación
Fue fundado en 1974 por Václav Remeš, Vlastimil Holek, Josef Klusoň y Josef Pražák, mientras que todos ellos estudiaban en el Conservatorio de Praga de 1974 a 1978.
El cuarteto logra el primer premio del Concurso internacional de Évian en 1978, así como en el Festival Primavera de Praga en 1979. Sus miembros comenzaron así su carrera profesional, prosiguiendo sus estudios en la Academia de Música de Praga, en el seno de la Orquesta de Cámara de Antonín Kohout – violonchelista del Cuarteto Smetana. Trabajaron en lo sucesivo con el Cuarteto Vlach y después finalmente en la Universidad de Cincinnati, con Walter Levin – líder del Cuarteto LaSalle.

## Carrera
En 1986, Michal Kaňka sucede a Josef Pražák en el seno de la formación.
En 2010, Pavel Hůla sucede a Václav Remeš. Hula debió ser reemplazado por razones de salud en 2014, por la violinista Jana Vonášková-Nováková, miembro del trío Smetana y graduada en el Royal College of Music de Londres.
Actualmente el Cuarteto PRAŽÁK está formado por:
Jana VONÁŠKOVÁ; 1° violín, toca un Petr Sedláček (2010)
Vlastimil HOLEK, 2° violín, toca un Paolo Albani (1690) de Bolzano
Josef KLUSOŇ, viola, toca una Thomas Pilar (2006)
Michal KAŇKA, violonchelo, toca un Christian Bayon (Porto, 2006)
Su repertorio es amplio. Se extiende de Borodine, Haydn, … a Schönberg o a Dusapin. Sus grabaciones las publica Praga Digitals/Harmonia Mundi, y le han valido al cuarteto de numerosas recompensas como el Grand Premio Internacional del Disco, el Diapason d'Or, el Choc du Monde de la musique, 10 de Répertoire,  Événement exceptionnel Télérama, Prix Fonoforum.....Las críticas de las revistas especializadas a sus CD, aparecidas en Télérama, Répertoire, Monde de la Musique, Fono Forum, avalan la categoría de esta agrupación, que se ha convertido en el más célebre cuarteto checo de esta generación.
Durante cerca de 30 años han actuado en escenarios de las mayores capitales europeas de la música – Praga, Paris, Ámsterdam, Bruselas, Milán, Madrid, Londres, Berlín, Munich, etc – y han sido invitados a participar en numerosos festivales internacionales, donde han colaborado con artistas como Menahem Pressler, Cynthia Phelps, Roberto Díaz, Josef Suk y Sharon Kam.
El cuarteto también ha actuado frecuentemente en Norteamérica, en Nueva York (Carnegie Hall), Los Ángeles, San Francisco, Dallas, Houston, Washington, Philadelphia, Miami, San Luis, Nueva Orleans, Berkeley, Cleveland, Tucson, Denver, Buffalo, Vancouver, Toronto y Montreal.

## Discografía
- 10/1997 : Leoš Janáček, Cuartetos de cuerda N°1 y N°2 – Sonata a Kreutzer para violín y piano, Cartas íntimas
- 05/1998 : Alexander von Zemlinsky, Cuartetos de cuerda N°1 y N°4 opus 25
- 06/2000 : Alexandre Borodine, Cuarteto de cuerda N°2 – Sonata para violonchelo – Quinteto para piano y cuerda
- 01/2002 : Joseph Haydn, Cuartetos Alondra opus 64/5, El Emperador opus 64/5, Del sol opus 20/6
- 09/2002 : Serguéi Prokófiev, Cuarteto de cuerda n.º 2, opus 92  – Balada en do menor – Adagio de la Cenicienta – Sonata para violonchelo y piano en do Mayor, opus 119
- 11/2002 : Antonín Dvořák, Quintetos para piano y cuerda opus 5 N°1 y opus 81 N°2
- 09/2003 : Franz Schubert, Quinteto con 2 violonchelos D956 – Cuartetos D94
- 10/2003 : Wolfgang Amadeus Mozart, Quinteto con clarinete K581 – Trío de las quillas K498
- 02/2004 : Wolfgang Amadeus Mozart, Cuartetos prusianos K575, K589 y K590
- 04/2004 : Ludwig van Beethoven, Cuartetos de cuerdas, opus 130 y 133
- 06/2004 : Erwin Schulhoff, Música checa degenerada, Volumen 4 (compilación)
- 10/2004 : Antonín Dvořák, Los Cipreses B152 – Cuarteto de cuerda N°11, opus 61
- 08/2005 : Wolfgang Amadeus Mozart, Quintetos de cuerda K593 y K516
- 09/2005 : Félix Mendelssohn, Octeto de cuerda, opus 20 – Sexteto para piano y cuerda, opus 110 N°6
- 10/2005 : Ludwig van Beethoven, Los Cuartetos de cuerda (compilación)
- 10/2005 : Johannes Brahms, Quinteto con piano opus 34 – Cuarteto de cuerda N°3, opus 67
- 10/2005 : Antonín Dvořák, Leoš Janáček, Bedřich Smetana, Los Más Célebres Cuartetos Checos (compilación)
- 02/2006 : Johannes Brahms, Cuarteto de cuerda, opus 51 N°1 – Quinteto con clarinete, opus 115
- 06/2006 : Pavel Trojan, Radek Rejsek, Jindřich Feld…, Música checa contemporánea, Volumen 5 (compilación)
- 08/2006 : Johannes Brahms, Cuartetos de cuerda n° 2 op.51 – Quinteto de cuerda op.111
- 09/2006 : Joseph Haydn, Cuartetos de cuerda, opus 76 N°2-4
- 09/2006 : Wolfgang Amadeus Mozart, Divertimento K251 – Cuarteto K370 – Adagio K580a
- 09/2006 : Franz Schubert, Quinteto la trucha D581
- 03/2007 : Arnold Schönberg, La Noche transfigurada opus 4 – Cuarteto de cuerda n° 4 op. 37